# Atticora
Atticora là một chi chim trong họ Hirundinidae.

## Các loài
- Atticora fasciata (Gmelin, 1789)
- Atticora melanoleuca (Wied-Neuwied, 1820)